# Psammitis nepalhimalaicus
Psammitis nepalhimalaicus is een spinnensoort uit de familie van de krabspinnen (Thomisidae).
De wetenschappelijke naam van de soort werd in 1978 als Xysticus nepalhimalaicus gepubliceerd door Hirotsugu Ono.